# Aylmer Haldane
James Aylmer Lowthorpe Haldane (1862-1950) fue un militar del ejército británico.

## Biografía
Hijo del médico Daniel Rutherford Haldane y de Margaret Rutherford (hija del físico Daniel Rutherford), James Haldane provenía de una familia de aristócratas escoceses instalados en Gleneagles. En 1882, a los 20 años de edad, fue nombrado oficial británico de los Gordon Highlanders. El 18 de febrero de 1886 fue ascendido a teniente.
Entre 1894 y 1895, formó parte del Waziristan Field Force y participó en la expedición Chitral. Ascendido a capitán el 13 de agosto de 1896, fue enviado a sofocar la rebelión Afridis en la campaña de Tirah durante los dos años siguientes (1897-1898). Asimismo, combatió en la Segunda Guerra de los Bóeres, en la Primera Guerra Mundial y en la ocupación de Irak, antes de retirarse en 1925.
Durante la Segunda Guerra de los Bóeres, comandó una expedición en un tren blindado que pretendía impulsar el avance británico hacia el norte de la ciudad de Estcourt. La expedición, en la que participaba Winston Churchill en calidad de periodista del diario The Morning Post, sufrió un ataque por parte de los bóeres el 15 de noviembre de 1899. Haldane y Churchill, entre otros, fueron hechos prisioneros y trasladados a las Escuelas Modelo del Estado de Pretoria, convertidas en esas fechas en una prisión de campo. Posteriormente, Haldane ideó un plan que debía permitir la huida de la prisión de Churchill, el propio Haldane y otro militar británico llamado Brockie. No obstante, la noche prevista para la huida, el 11 de diciembre, la disposición de los guardias resultó no ser adecuada, por lo que los prisioneros decidieron posponer la fuga para la noche siguiente. Nuevamente, la noche del 12 de diciembre se encontraron con el mismo problema, por lo que decidieron posponer la fuga para unas horas más tarde esa misma noche. En ese momento, mientras Haldane y Brockie iban a cenar, Churchill saltó la valla de la prisión en solitario. Tras esperar al otro lado de la valla a sus compañeros durante algunas horas, emprendió la huida, y consiguió ponerse a salvo en Lourenço Marques (actual Maputo) unos días más tarde.
Haldane siempre reprochó a Churchill haber actuado en contra del plan común y pensado únicamente en su propia libertad. En 1924 y 1935 escribió sendos textos explicando su versión del asunto, si bien nunca llegó a hacerlos públicos. Asimismo, dejó constancia de una conversación mantenida con Churchill durante la espera de este al otro lado de la valla. No se ha aclarado por qué Haldane y Brockie no saltaron la valla en ese momento, si todavía no se había dado la voz de alarma en la prisión. No obstante, Haldane consiguió escapar en otra fuga poco tiempo después.
Churchill fue recibido como un héroe en Durban, lo que le ayudaría notablemente en su carrera política posterior. En su obra My Early Life (1930) narraría extensamente estas y otras experiencias de su estancia en Sudáfrica.
Haldane murió en 1950. Sus restos están enterrados en la casa de su infancia en Halifax (Nueva Escocia).